# 아우토스트라다 A23

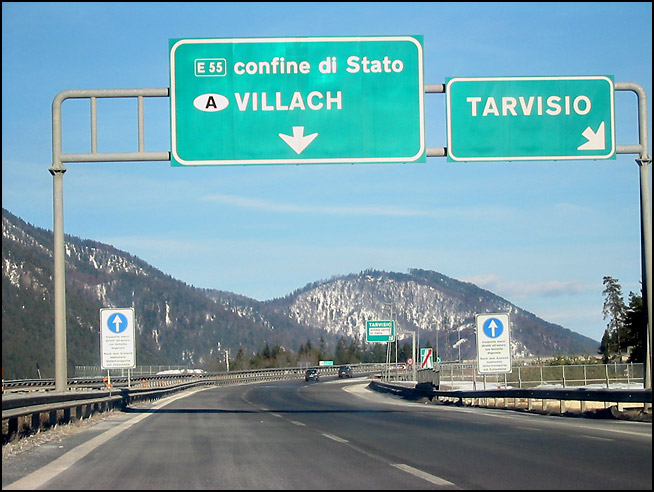
이탈리아/오스트리아의 국경 근처를 가로지르는 아우토스트라다 A23의 모습.

아우토스트라다 A23(이탈리아어: Autostrada A23)은 팔마노바에서 타르비시오까지 이어주는 총연장 119.9 km의 거리를 가진 이탈리아의 고속도로이다. 그러나 이 도로는 유럽 고속도로 55호선의 일부를 이루고 있으며, 기점인 팔마노바에서는 아우토스트라다 A4와도 직접 만난다. 주요 경유지는 팔마노바, 우디네, 타르비시오 등이 있다. 타르비시오를 건널 경우 오스트리아의 A2 고속도로와도 직접 만난다. 해당 도로 중 본시부터 돈을 내고 통행하는 도로로 운영되고 있어, 해당 도로는 이탈리아 북동부와 중앙유럽을 이어주는 관문 도로이기도 하다. 그래서 오스트리아를 건너기 위해 독일, 폴란드 등과도 간접적으로 연결된다.

## 같이 보기
- 아우토스트라다